# Régiment de Forez (1776)
Pour les articles homonymes, voir régiment de Forez (homonymie).
Le régiment de Forez est un régiment d’infanterie du royaume de France créé en 1776.

## Création et différentes dénominations
- 25 mars 1776 : création du régiment de Forez à partir des 1er et 3e bataillons du régiment de Bourbonnais, au nom de cette province
- 1er janvier 1791 : renommé 14e régiment d’infanterie de ligne
- 25 décembre 1793 : son 1er bataillon est amalgamé dans la 27e demi-brigade de première formation
- 1795 : réformé, son 2e bataillon est amalgamé dans la 28e demi-brigade de première formation

## Équipement

### Drapeaux

Drapeaux colonel et d’ordonnance
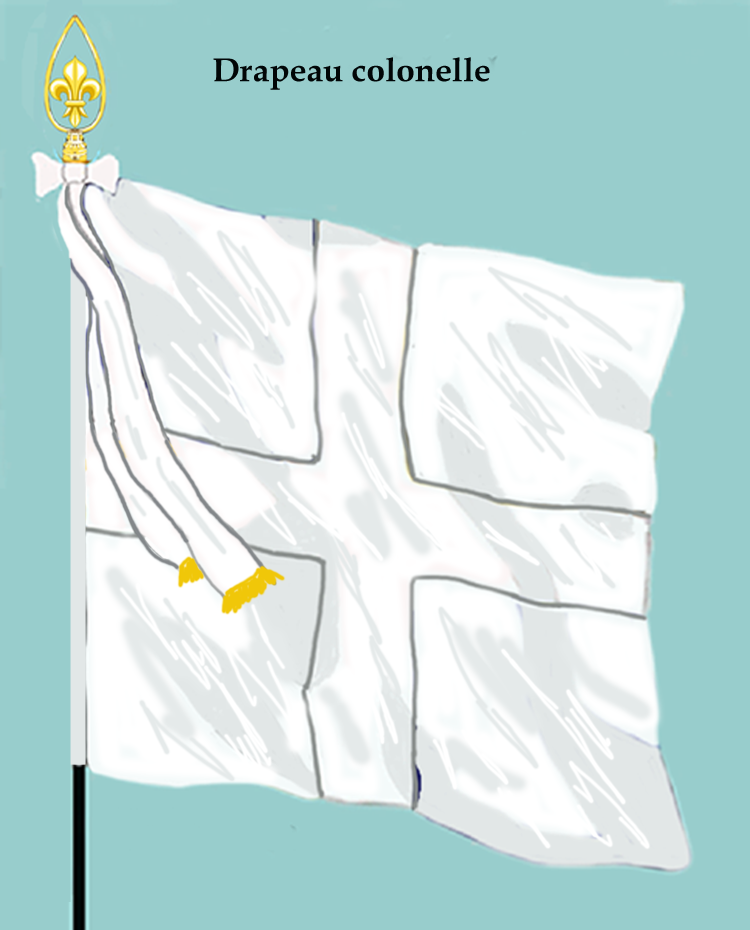
drapeau colonel de 1776 à 1791
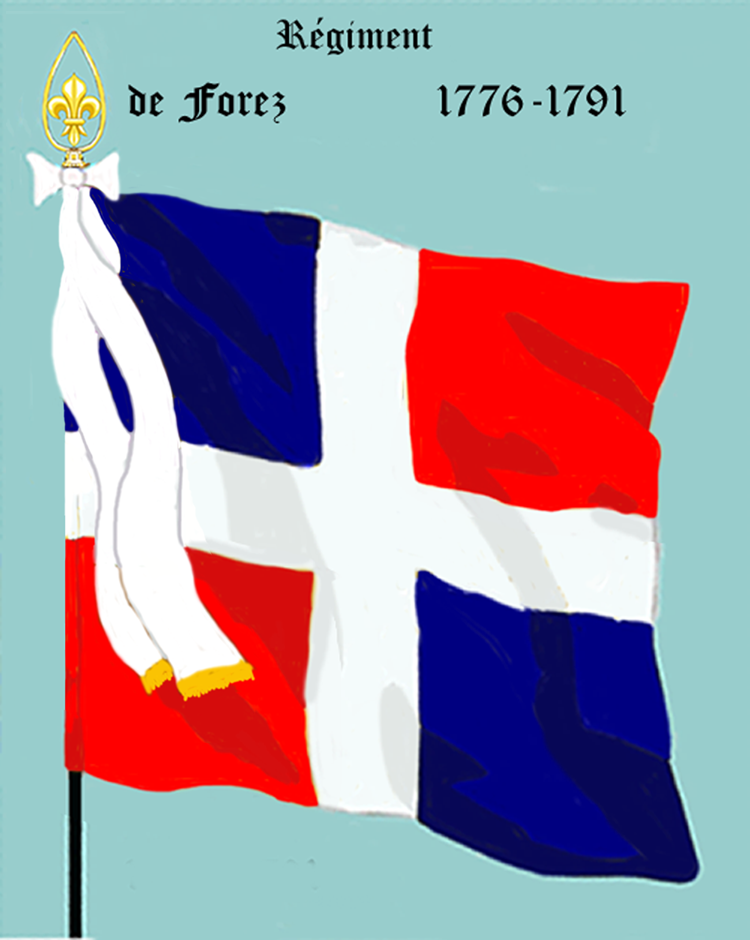
drapeau d’ordonnance du régiment de Forez de 1776 à 1791

### Habillement

Uniformes
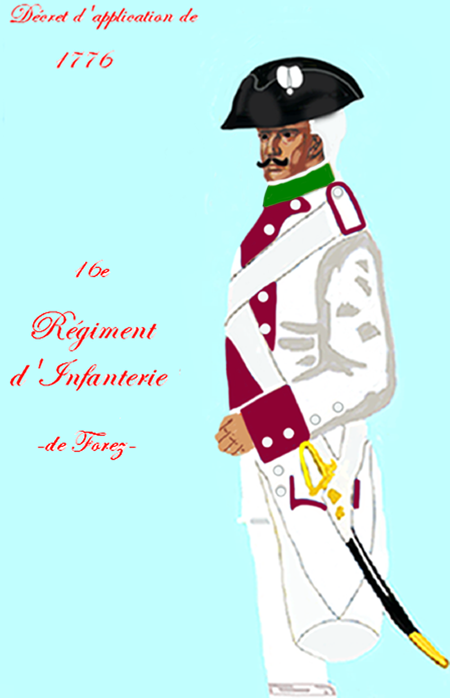
régiment de Forez de 1776 à 1779
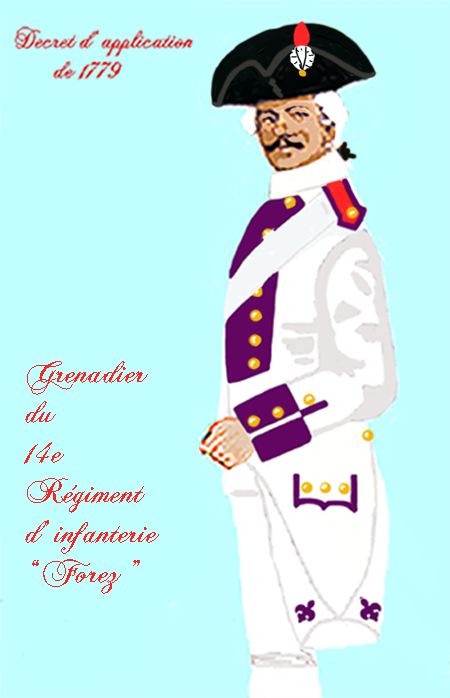
régiment de Forez de 1779 à 1791
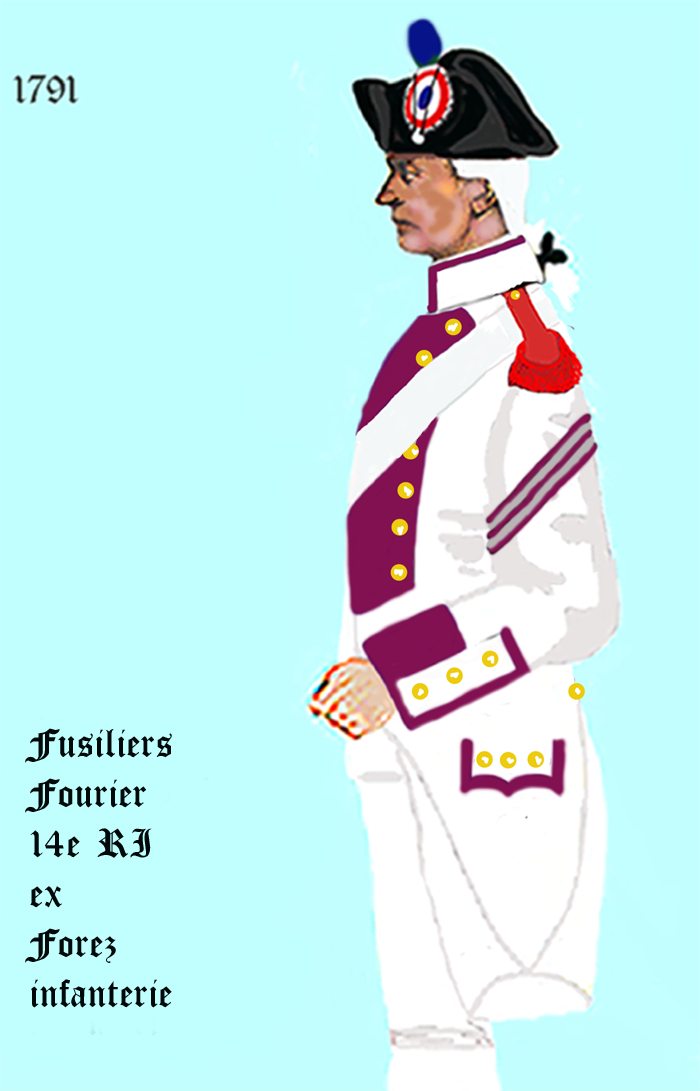
14e régiment d’infanterie de ligne de 1791 à 1792
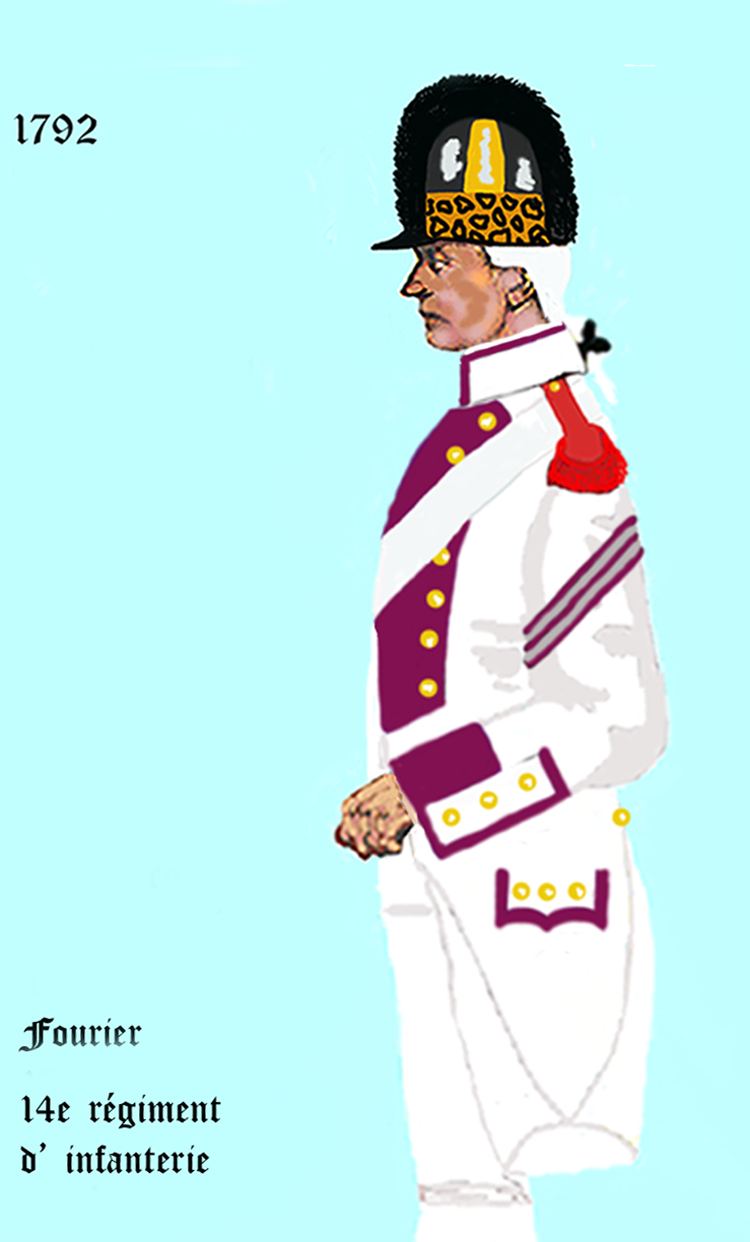
14e régiment d’infanterie de ligne de 1792 à 1794

## Historique

### Colonels et mestres de camp
- 18 avril 1776 : François Ménehould, comte de Menou
- 11 novembre 1782 : Philippe Louis Marie Innoncent Christophe Judes, vicomte de Narbonne
- 25 juillet 1791 : Louis Maximilien François d’Hinnisdal de Fumal
- 5 février 1792 : Jean-Baptiste Marie Charles Meusnier de La Place
- 14 février 1792 : Antoine Nicolas de La Marlière
- 9 septembre 1792 : Pierre Nicolas Merle-Beaulieu

### Campagnes et batailles
En 1779, le régiment de Forez a participé (au côté du régiment de la Reine, du régiment de Languedoc et du régiment irlandais de Walsh) à la reprise de Saint-Louis au Sénégal, ville coloniale française dont s'étaient emparés les Anglais. 
Le 14e régiment d’infanterie de ligne a fait les campagnes de 1792 et 1793 à l’armée des côtes de Brest ; 1794 à l’armée du Nord.